# 콜리

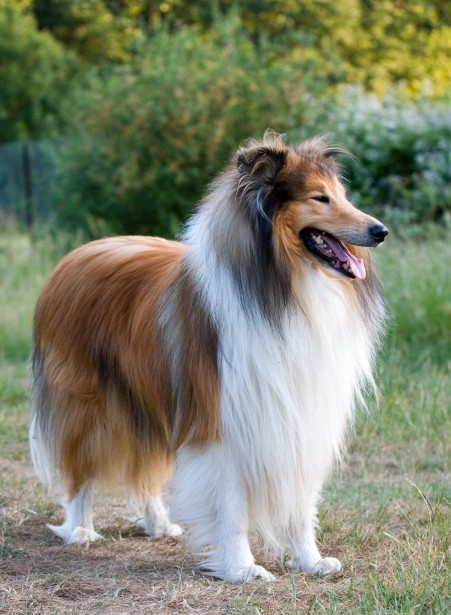
콜리

콜리(영어: collie)는 영국 스코틀랜드를 원산지로 하는 개의 일종으로, 어깨높이는 55~65cm이고 몸무게는 23~34kg이다. 주둥이는 폭이 좁고 털이 길며 귀가 작다.
길고 북슬북슬한 털을 가졌다. 목둘레의 털은 갈기 모양이다. 지능이 높고, 일하기 좋아하고, 시력이 좋아서 양치기 견종으로 적합하다. 1860년대에 영국의 빅토리아 여왕이 윈저성에 콜리 몇 마리를 들여온 후에 애완동물로도 유명해졌다. 털빛은 흑갈색, 갈색·회색이 섞인 것, 검은색·흰색·황갈색이 섞인 것, 청회색에 검은색 반점이 있는 것 등이 있다.
또한 콜리는 영화 명견 래시, 한국방송공사(KBS)의 외화시리즈 "달려라 래시"에도 주인공으로 나온 적이 있었다.

## 이름의 유래
콜리(collie)라는 이름의 정확한 유래는 불명확하다. 석탄(coal)을 의미하는 스코트어 단어에서 유래했을 수 있다. 아니면 스코틀랜드의 검은얼굴산양을 뜻하는 쿨리(cooly)라는 관련 단어에서 비롯되었을 수 있다.

## 참고 자료
1. ↑  Oxford English Dictionary, Oxford University Press, 1933: Collie, Colly
2. ↑  Hubbard, C L B, Dogs in Britain, A Description of All Native Breeds And Most Foreign Breeds in Britain.  Macmillan & Co Ltd, 1948.